# ペリー・ホワイト
ペリー・ホワイト（英: Perry White）は、DCコミックスの出版するアメリカン・コミックス『スーパーマン』に登場する架空の人物。ジェリー・シーゲルとジョー・シャスターによって創造され、1940年の"Superman #7"で初登場した。デイリー・プラネット新聞社の編集長。

## 映画
スーパーマン (1948年の映画)（1948年）
演 - ピエール・ワトキン
アトムマン vs スーパーマン（1950年）
演 - ピエール・ワトキン
スーパーマン (1978年の映画)（1978年）
演 - ジャッキー・クーパー
スーパーマン リターンズ（2006年）
演 - フランク・ランジェラ
マン・オブ・スティール（2013年）
演 - ローレンス・フィッシュバーン
バットマン vs スーパーマン ジャスティスの誕生（2016年）
演 - ローレンス・フィッシュバーン
スーパーマン:レガシー(2025年)
演 - ウェンデル・ピアース

## ドラマ
スーパーマン (テレビドラマ)（1952年-1958年）
演 - ジョン・ハミルトン
LOIS&CLARK/新スーパーマン（1993年-1997年）
演 - レイン・スミス
ヤング・スーパーマン（2001年-2011年）
演 -マイケル・マッキーン

## アニメ

### テレビ・ウェブ
スーパーマン新冒険
声 - ジャクソン・ベック
スーパーマン (アニメ)
声 - ジョージ・ズンザ
ジャスティス・リーグ (アニメ)
声 - ジョージ・ズンザ
バットマン:ブレイブ&ボールド
声 - リチャード・マクグナグル
ジャスティス・リーグ・アクション
声 - ピョートル・マイケル

### 長編アニメ
スーパーマン:ブレイニアック・アタック
声 - ジョージ・ズンザ
スーパーマン:ドゥームズデイ
声 - レイ・ワイズ
オールスター・スーパーマン
声 - エドワード・アズナー
スーパーマン:アンバウンド
声 - ウェイド・ウィリアムズ
デス・オブ・スーパーマン (アニメ)
声 - ロッキー・キャロル
レイン・オブ・ザ・スーパーメン (アニメ)
声 - ロッキー・キャロル